# أحمد بن ميمون
أحمد بنميمون، (ولد يوم 1 يناير 1949 بمدينة شفشاون) هو شاعر وكاتب وقاص مغربي. يعتبر من رواد الشعر الحديث في المغرب وهو شقيق الشاعر المغربي محمد الميموني.

## حياته
ولد بمدينة شفشاون، وتتلمذ في المدرسة الابتدائية محمد الخامس الحرة بشفشاون، في أواخر الخمسينات القرن الماضي. درس الفترة الاعدادية بمؤسسة المشيشي بشفشاون، حصل على البكالوريا  سنة 1967 بمدينة العرائش في ثانوية مولاي محمد بن عبد الله، ليدخل كلية الأداب والعلوم الإنسانية بمدينة فاس، ويتخرج منها بشهادة الإجازة في الأدب العربي.
تم تعيين أحمد بنميمون أستاذا للغة العربية بالدار البيضاء سنة 1972، ثم التحق بالعمل في مدينته الأم شفشاون منذ سنة 1980، واستمر بعمله في التعليم الثانوي بثانوية الإمام الشاذلي رافضا الالتحاق بالمجال الإداري.
في 1966 أصبح عضوا في الاتحاد الوطني للقوات الشعبية، وكان عضوا للجنة الإدارية الوطنية. لكنه إعتزل العمل السياسي والنقابي سنة 1988.
عمل رئيسا لإتحاد كتاب المغرب – فرع شفشاون من 1999 إلى 2005. وظل بنميمون يشتغل بالتعليم الثانوي إلى حين حصوله على التقاعد سنة 2010.
تعرض أحمد بنميمون بعد نشر مجموعته القصصية «شهود الساحة» سنة 2016، لموقف خلق ضجة وتحول إلى قضية رأي عام في الصحافة الثقافية المغربية، بحيث تعرضت نسخ مجموعته القصصية للحجز من طرف الجمارك التي طالبته بأداء رسوم التأشيرة عليها، لكنه رفض ذلك ولم يستجب لهم بحكم أن جميع الرسوم مسواة فخرجت وزارة الثقافة عن صمتها، وجاء تصريح واضح من مدير الكتاب والنشر بالوزارة حسن الوزاني، بحيث أكد أن الكتب دائما وأبدا معفية من الضرائب وأن الكاتب غير مطالب بهذه الرسوم.

## المهام العلمية والسياسية
إكتشف موهبته الشعرية سنة 1962 وذلك بمحاولته الكتابة إعجابا بما كان يقرأ للشعراء العرب الذين كانوا ينشرون أعمالهم الشعرية في مجلة «الأداب» البيروتية ومجلة «الشعر» القاهرية.
في 1964 دخل لعالم الكتابة الشعرية، وذلك بإصداره لمجموعته الشعرية «تخطيطات حديثة في هندسة الفقر». فبدأ النشر بصفحة أصوات بجريدة العلم في ماي 1966 بقصيدة «الراحل الغريب»، ثم تابع نشر قصائد كثيرة بنفس الصفحة وبجرائد مغربية أخرى كانت متاحة آنذاك، مثل الكفاح الوطني وملحق جريدة الأنباء المغربية.
منذ سنة 2015 وسع بنميمون مجال اشتغاله إلى الكتابة القصصية وأصدر أول عمل قصصي «حومة الشوك».

## مؤلفاته
ومن أهم أعماله نجد:
- تخطيطات حديثة في هندسة الفقر شعر دارالنشر المغربية 1974 الدارالبيضاءـالمغرب[7]
- نار تحت الجلد مسرحية شعرية مطبعة الأندلس الدارالبيضاءـ المغرب 1975
- رقصة الدفن، مسرحية شعرية، منشورات وزارة الثقافة المغربية، 1978
- الرجل الضخم والعصافير  مجلة الأقلام العراقية العدد الخامس من سنة 1980 الخاص بالمسرح العربي المعاصر
- حتى يستريح الأب: مسرحية شعرية ضمن مطبوعات الزمن المغربي سنة 1982
- مباهج ممكنة شعر دارالقرويين الدارالبيضاء 2008
- أصوات الولد الضال: مجلة الكلمة التي يصدرها الدكتورصبري حافظ من لنذن العدد 48 أبريل 2011
- تأتي بقبض الجمر، شعر، مطبعة اممبريمامادري تطوان، 2012
- لؤلؤ وهباء: 2014 ـمنشوات أتحاد كتاب المغرب ـالرباط

- بالضوء أبعث ظلي: مجموعة شعرية عن منشوات بيت الشعر 2017

- حكايات ريف الأندلس: 2015 مجموعة قصصية منشورات الأخوين سليكي طنجة

- حومة الشوك مجموعة قصصية 2015 عن منشورات سليكي أخوين طنجة
- شهود الساحة مجموعة قصصية 2016 عن دارنشر «روايات» الشارقة (إ.ع.م)
- يد من حديد مجموعة قصصية منشورات سليكي أخوين 2018
- طرقات منتصف الليل رواية 2019 دار إديسيون بلوس
- نداء ليس مني. ديوان شعري 2020 منشورات إديسيون بلوس
- رغبة أو كمين. ديوان إلكتروني
- البوح والكتمان مجموعة قصصية

## دراسات حوله
- القصيدة المغربية المعاصرة: بنية الشهادة والاستشهاد، عبدالله راجع[8]

## وصلات خارجية
- حوار مع الشاعر والقاص المغربي أحمد بنميمون
- جريدة القدس العدد 5456 الأربعاء 13 كانون الأول (ديسمبر) 2006_23 ذو القعدة 1427